# Ray (ソフトウェア)
Ray（レイ）は、内田友幸（通常はハンドルネームの「ともゆき」で呼ばれることが多い）作のフリーウェア。PC-9800シリーズのMS-DOS上で動作する。

## 概要
PC-9800シリーズの中でもFM音源を搭載した環境（当初はサウンドボードを増設する形が普通だったが、後に音源を内蔵した機種も増加した）で、Music Macro Language(MML)によって記述された曲データを演奏することを主な目的として開発された。後に単に音楽を演奏するだけではなく、画像データやテキストを表示する機能などが加わり、いわゆる簡易オーサリングソフトとしても使えるようになったほか、別ソフトと組み合わせることでMIDI音源での再生も可能となった。
8ビットパソコン時代に一般的だったMMLによるデータ作成で、FM音源+画像表示など、当時としては多彩な楽曲制作が可能であったことから人気を博した。1993年にはフリーソフトウェア大賞(FSP)においてグラフィック部門の部門賞を受賞している。
特にニフティサーブにおいては、Rayの専用フォーラムである「FGALRAY」が設けられたのみならず、同フォーラムが日本音楽著作権協会(JASRAC)のネットワーク実験に参加していたことから、特例としてJASRAC管轄の楽曲についてユーザが（市販の楽譜の利用、耳コピなどの方法で）曲をコピーしたデータを作成・公開することが認められていたため、多くのユーザの手によってRay用のデータが作成・公開された。
しかしDOS/V機やWindows 95の登場によるPC-9800シリーズの衰退や、作者が「Windows上でFM音源やMIDIデータ・画像などを組み合わせて再生できるソフト」として開発した『FILLY』（1995年にFSP・開発支援ツール部門の部門賞を受賞）に開発の主軸を移したことなどから、Rayは1996年2月を最後にバージョンアップを停止し、開発が事実上終了した。
Ray は終わっても FFILLYとして「悲しみのNiftyServe」などの楽曲を提供するなど活躍を続けた。
ただその後も、2001年6月末に前述のJASRACによるネットワーク実験の終了が宣言され、それまでFGALRAYにおいて公開されていたデータの多くを占める、JASRAC管轄の楽曲をコピーしたものの公開が停止された後もフォーラムの運営は継続され、結局2005年にニフティサーブのフォーラムが完全閉鎖されるまで運営が行われた。
なお作者の内田は、Ray・FILLYの好評を受けてソフト開発会社として「株式会社ゆんファクトリー」を設立したが、同社は2003年にオープンループに買収されている。